# Grzybiny
Grzybiny (niem. Groß Grieben, w latach 1929–1945 Grieben) – wieś w Polsce położona w województwie warmińsko-mazurskim, w powiecie działdowskim, w gminie Działdowo, nad jeziorem Grzybiny. W latach 1975–1998 miejscowość administracyjnie należała do województwa ciechanowskiego.
Liczba mieszkańców wsi wynosi obecnie 389 osoby, co stanowi ok. 3,85% ogólnej liczby ludności gminy (stan na 31.12.2010r.), w tym mężczyźni stanowią 51%, a kobiety 49% populacji ludności wsi.

## Historia
W czasach krzyżackich wieś pojawia się w dokumentach w roku 1321, podlegała pod komturię w Dąbrównie, były to dobra rycerskie o powierzchni 80 włók.
Zgodnie z zapisami na kartach historii, dnia 15 sierpnia 1321 roku mistrz krajowy dzierzgoński, Fryderyk von Wildenberg, nadał rycerzom z ziemi chełmińskiej 1440 włók (leżących w pobliżu zamku dąbrowieńskiego) ziemi nadał: Piotrowi, Henemanowi i jego bratu Konradowi. Rycerze ci założyli wsie Leszcz, Wądzyn, Grzybiny. Na owych 1440 włókach powstały Grzybiny. Miasta i szlachta pruska utworzyły w 1440 roku Związek Pruski: była to konfederacja miast i szlachty przeciwko Zakonowi. W komturstwie ostródzkim członkami Związku Pruskiego był Jurga z Grzybin.
W XVII i XVIII wieku majątek Grzybiny był w posiadaniu rodziny von Gersdorf. Po roku 1920 majątek pozostał po stronie niemieckiej, a właścicielami majątku byli Hellowie.

## Zabytki
Do wojewódzkiego rejestru zabytków wpisane są obiekty:
- zespół dworski: 
  - pozostałości pałacu
  - rządcówka
  - obora
  - gorzelnia
  - dwa budynki gospodarcze
- park